# Bruno Amoussou
Pour les articles homonymes, voir Amoussou.
 (avril 2021).
Bruno Amoussou, né le 2 juillet 1939 à Djakotomey au Bénin, ingénieur agronome de formation, fondateur du Parti social-démocrate (PSD), ancien président de l'Assemblée nationale, ancien ministre dans le gouvernement du président Mathieu Kérékou est un homme politique béninois. 

## Biographie
Il est le leader du Parti social-démocrate (PSD) puis de l'Union progressiste (UP) et a été président de l’Assemblée nationale de 1995 à 1999 puis Ministre d’État, du Plan de la perspective et du développement de 1999 à 2005. Il est surnommé par la classe politique béninoise "le renard de Djakotomey".
Ancien directeur de la Banque Commerciale du Bénin, Bruno Amoussou a contesté les trois élections présidentielles depuis que la démocratie a été réintroduite en 1990. En 1991, il obtient 5,8 % des voix et la 4e place, échouant ainsi à se qualifier pour le second tour. En 1996, il s'est aussi classé 4e avec 7,8 % des voix.
Au premier tour des élections de 2001, il est 4e avec 8,6 % des voix mais participe au second tour quand les candidats classés 2e (Nicéphore Soglo) et 3e (Adrien Houngbédji) se sont retirés de la course. Contre le président en exercice archi-favori Kérékou, Amoussou obtient environ 16 % des voix.
De 2019 à 2022, il est président du nouveau parti «Union progressiste» dont la devise est « Patriotisme- Travail-Solidarité ».
Il a publié en 2009 L'Afrique est mon combat qui retrace son parcours et notamment les débuts de l'indépendance du Dahomey, futur Bénin.
En juillet 2022, Bruno Amoussou prend sa retraite et laisse la présidence de l’UP à Joseph Djogbenou.